# Suntory Hall

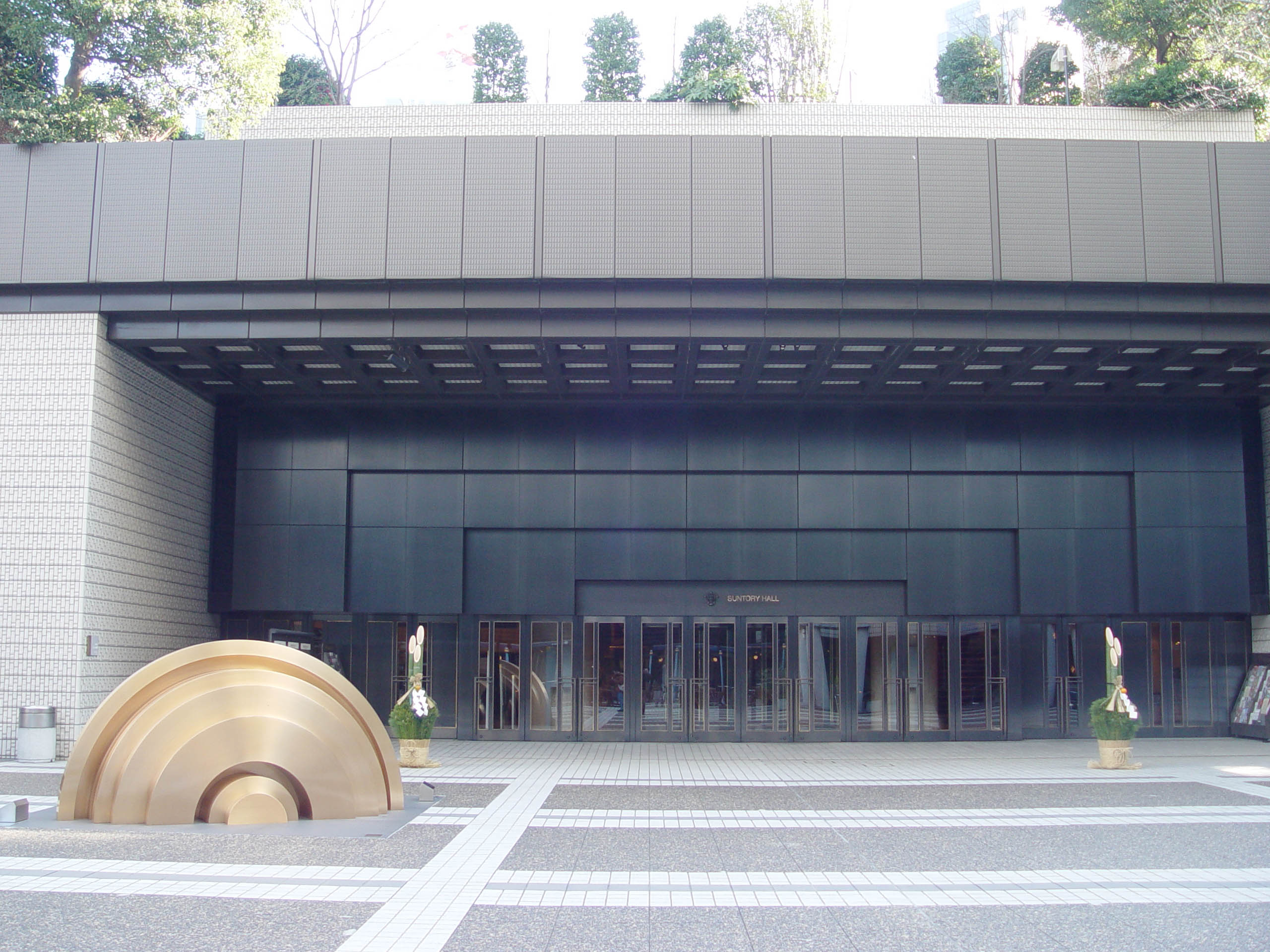
Façade

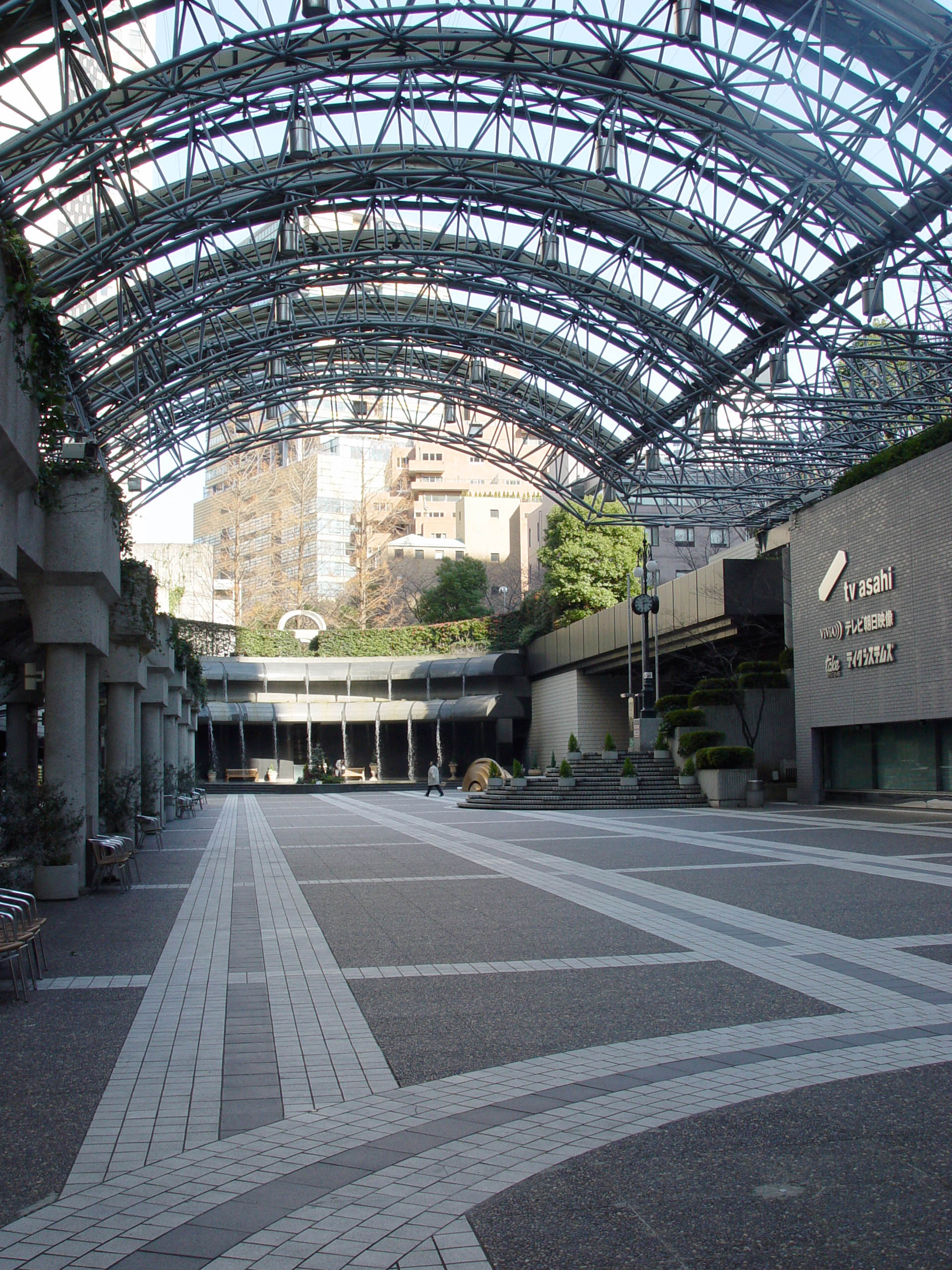
Place Karajan

Le Suntory Hall (サントリーホール) est une salle de concerts classiques à Tōkyō (Japon) située dans le complexe Ark Hills.

Créée en 1986 pour célébrer les soixante ans de production de whisky et vingt ans de production de bière par Suntory, le Suntory Hall a été la première salle de concerts classiques à Tōkyō destinée à cet usage.

## Aménagement interne

### Grande Salle
Nombre de sièges : 2006 (Rdc : 858 / 1er étage : 1 148)

Scène : 250 m2

Orgue :  Conçu et construit par Rieger Orgelbau. Il possède 74 jeux et 5 898 tuyaux répartis sur quatre claviers et pédalier.

### Petite Salle (Blue Rose)
Nombre de sièges : de 384 à 432 (amovibles).

Cette salle est aussi utilisée pour des séminaires et des discours.

La Petite Salle a été rénovée en 2007 et renommée Blue Rose (en symbole à la réalisation de quelque chose considéré comme impossible jusque-là, telle la rose bleu développée par Suntory en 2004).

### Autres
Salle de répétition : 100 m2

Salle de contrôle son

Salle de contrôle lumière

Machinerie

Salle d'enregistrement

Salle de photo

Vestiaire

Boutique de souvenirs

Bar et salon

## Divers
- Un petit orgue situé au-dessus de l'entrée joue un morceau de Clément Janequin, Il estoit une fillette, tous les jours à midi et pour rassembler les gens avant le début d'un concert.
- Des œuvres d'art sont exposées et font partie du site : le chandelier Symphonie de Lumières par Motoko Ishii, le vitrail par Keiko Miura et l'œuvre murale par Teppei Ujiyama sont placées dans le foyer du public. À l'extérieur devant l'entrée se trouve une sculpture de Takenobu Igarashi.

## Accès
- Ligne Namboku, station Roppongi-itchōme, à 5 minutes de marche.
- Ligne Ginza ou Namboku, station Tameike-Sannō, à 7 à 10 minutes de marche.
- Bus Toei 01 arrêt Ark Hills Mae.